# Paul Morphy
Paul Charles Morphy (Nova Orleans, Louisiana, 22 de juny de 1837 - 10 de juliol de 1884), fou un jugador d'escacs estatunidenc, un prodigi que fou considerat el millor jugador del món de la seva època (molts anys després ho fou també el seu compatriota Bobby Fischer), i un dels millors jugadors de la història.

## Biografia
Va créixer en una família aristocràtica criolla d'origen balear-irlandès i mare francesa. S'inicià en els escacs amb deu anys. En finalitzar la Universitat a l'edat de vint anys i no poder exercir com advocat (calia tenir almenys 21 anys per fer-ho), va marxar a Europa on realitzà una gira en la qual derrotà tots els seus rivals europeus.
La seva aportació als escacs és el concepte de desenvolupament, és a dir treure les peces ràpidament i coherent, si és possible abans que les de l'adversari. Va ser un nen prodigi dels escacs i va guanyar de molt jove jugadors importants com l'hongarès Löwenthal.
Durant els seus últims anys de vida va començar a demostrar indicis d'alguna malaltia mental i sofria paranoies. Va morir el 10 juliol de 1884 a Nova Orleans a causa d'una apoplexia després de donar-se un bany a casa seva.

## Els seus matxs a Europa
- Morphy - Löwental / Londres, 1858, (10 - 4) +9 =2 -3[3]
- Morphy - Owen / Londres, 1858, (8 - 2) +7 =2 -1
- Morphy - Boden / Londres, 1858, (7½ - 2½) +6 =3 -1
- Morphy - Medley / Londres, 1858, (3 - 2) +3 =0 -2
- Morphy - Bird / Londres, 1858, (10½ - 1½) +10 =1 -1
- Morphy - Harrwitz / París, 1858, (10 - 4) +9 =2 -3
- Morphy - Anderssen / París, 1858, (8 - 3) +7 =2 -2
- Morphy - de Rivière / París, 1858, (3½ - 2½) +3 =1 -2
- Morphy - Mongredien / París, 1859, (7½ - 0½) +7 =1 -0